# Jaqueline Cristianová
Jaqueline Cristianová (* 5. června 1998 Bukurešť) je rumunská profesionální tenistka. Ve své dosavadní kariéře na okruhu WTA Tour nevyhrála žádný turnaj. Jednou zvítězila ve dvouhře v sérii WTA 125. V rámci okruhu ITF získala čtrnáct titulů ve dvouhře a deset ve čtyřhře.
Na žebříčku WTA byla ve dvouhře nejvýše klasifikována v červnu 2025 na 49. místě a ve čtyřhře v květnu téhož roku na 108. místě. Trénuje ji Javier Martí.  Dříve tuto roli plnil Carlos Boluda a před ním Thomas Drouet.
V rumunském týmu Billie Jean King Cupu debutovala v roce 2020 klužským kvalifikačním kolem proti Rusku, v němž vyhrála nad Veronikou Kuděrmetovovou a v páru s Ruseovou prohrály závěrečnou čtyřhru. Rumunky odešly poraženy 2:3 na zápasy. Do září 2025 v soutěži nastoupila k šesti mezistátním utkáním s bilancí 6–3 ve dvouhře a 2–1 ve čtyřhře.
Rumunsko reprezentovala na Letních olympijských hrách 2024 v Paříži. Po výhře nad Caroline Garciaovou ji ve druhém kole dvouhry vyřadila Angelique Kerberová. Do ženské čtyřhry nastoupila s Anou Bogdanovou. V úvodu podlehly Japonkám Aojamové a Šibaharaové.
Křestní jméno získala po Jacqueline Kennedyové, na návrh strýce, který o americké první dámě zhlédl dokument den před jejím narozením.

## Tenisová kariéra
V rámci událostí okruhu ITF debutovala v červnu 2012, když na turnaji v Istanbulu dotovaném 10 tisíci dolary postoupila z kvalifikace. Ve čtvrtfinále podlehla krajance Aně Bogdanové ze sedmé světové stovky. Premiérový singlový titul v této úrovni tenisu vybojovala během září 2015 v Šarm aš-Šajchu, na turnaji s rozpočtem 10 tisíc dolarů. Ve finále přehrála osmou nasazenou Jihoafričanku Madrie Le Rouxovou.

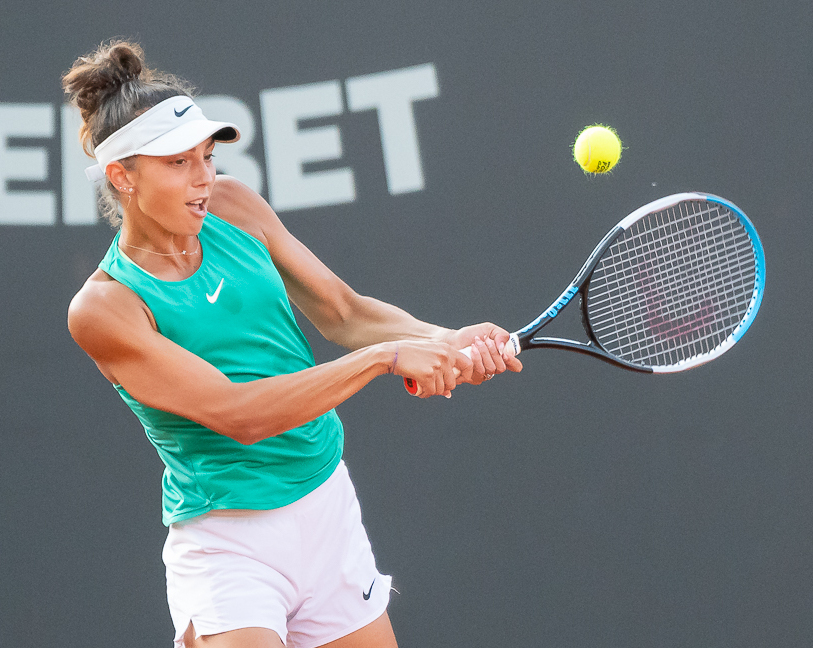
Na Winners Open 2021

V hlavní soutěži okruhu WTA Tour debutovala červencovou čtyřhrou na BRD Bucharest Open 2015, do níž obdržela s Elenou Ruseovou divokou kartu. Na úvod je však vyřadily krajanky Elena Bogdanová s Alexandrou Cadanțuovou. Do finále se poprvé probojovala s Elenou-Gabrielou Ruseovou v deblu BRD Bucharest Open 2019. V boji o titul nestačily na slovensko-český pár Viktória Kužmová a Kristýna Plíšková. Ve druhém kole únorového Lyon Open 2020 neproměnila mečbol proti světové pětce a čerstvé šampionce Australian Open Sofii Keninové, která pak turnaj vyhrála.
Průlomovou se pro ni stala sezóna 2021. Na březnovém St. Petersburg Ladies Trophy 2021 nejdříve postoupila z kvalifikace do prvního kariérního čtvrtfinále. V něm nevyužila zisk úvodní sady proti čtvrté nasazené Světlaně Kuzněcovové a duel prohrála. O kolo dříve vyřadila Lotyšku Jeļenu Ostapenkovou. Premiérové semifinále dosáhla během zářijového Astana Open 2021 v Nur-Sultanu, kde ji zastavila 89. hráčka žebříčku Alison Van Uytvancková. Maximum pak vylepšila listopadovým Upper Austria Ladies Linz 2021. V Linci se stala pátou šťastnou poraženou kvalifikantkou, která ve třetím tisíciletí postoupila až do finále turnaje WTA Tour. V týdnu, kdy byla poprvé členkou elitní stovky díky 100. místu, ale nezvládla závěrečné utkání proti Američance Alison Riskeové.
Debut v hlavní soutěži nejvyšší grandslamové kategorie zaznamenala v ženském singlu Australian Open 2022. V úvodním kole přehrála Belgičanku Greet Minnenovou, než její cestu soutěží zastavila Američanka Madison Keysová. Hráčku elitní světové desítky poprvé porazila ve druhém kole China Open 2024, když vyřadila desátou v pořadí Barboru Krejčíkovou. V utkání přitom odvrátila čtyři mečboly. Poté však uhrála jen čtyři gamy na Karolínu Muchovou.

## Finále na okruhu WTA Tour
| Legenda                                      |
| -------------------------------------------- |
| D – dvouhra; Č – čtyřhra                     |
| Grand Slam (0)                               |
| Turnaj mistryň (0)                           |
| Premier Mandatory & Premier 5 / WTA 1000 (0) |
| Premier / WTA 500 (0)                        |
| International / WTA 250 (0–2 D; 0–2 Č)       |

### Dvouhra: 2 (0–2)
| Stav       | č. | datum         | turnaj          | kategorie | povrch    | soupeřka ve finále | výsledek      |
| ---------- | -- | ------------- | --------------- | --------- | --------- | ------------------ | ------------- |
| Finalistka | 1. | listopad 2021 | Linec, Rakousko | WTA 250   | tvrdý (h) | Alison Riskeová    | 6–2, 2–6, 5–7 |
| Finalistka | 2. | květen 2021   | Rabat, Maroko   | WTA 250   | antuka    | Maya Jointová      | 3–6, 2–6      |

### Čtyřhra: 2 (0–2)
| Stav       | č. | datum         | turnaj             | kategorie     | povrch    | spoluhráčka            | soupeřky ve finále                 | výsledek      |
| ---------- | -- | ------------- | ------------------ | ------------- | --------- | ---------------------- | ---------------------------------- | ------------- |
| Finalistka | 1. | červenec 2019 | Bukurešť, Rumunsko | International | antuka    | Elena-Gabriela Ruseová | Viktória Kužmová Kristýna Plíšková | 4–6, 6–7(3–7) |
| Finalistka | 2. | únor 2025     | Kluž, Rumunsko     | WTA 250       | tvrdý (h) | Angelica Moratelliová  | Magali Kempenová Anna Sisková      | 3–6, 1–6      |

## Finále série WTA 125

### Dvouhra: 1 (1–0)
| Legenda       |
| ------------- |
| WTA 125 (1–0) |

| Stav    | č. | datum           | turnaj                  | povrch | soupeřka ve finále | výsledek |
| ------- | -- | --------------- | ----------------------- | ------ | ------------------ | -------- |
| Vítězka | 1. | 30. března 2025 | Puerto Vallarta, Mexiko | tvrdý  | Linda Fruhvirtová  | 7–5, 6–4 |

## Tituly na okruhu ITF
| Kategorie okruhu ITF | Kategorie okruhu ITF |
| -------------------- | -------------------- |
| Turnaje W100         | Turnaje W80          |
| Turnaje W75/W60      | Turnaje W50          |
| Turnaje W35/W25      | Turnaje W15/W10      |

### Dvouhra (14 titulů)
| Č.  | datum         | turnaj               | kategorie | povrch | poražená finalistka  | výsledek      |
| --- | ------------- | -------------------- | --------- | ------ | -------------------- | ------------- |
| 1.  | září 2015     | Šarm aš-Šajch, Egypt | W10       | tvrdý  | Madrie Le Rouová     | 6–4, 6–1      |
| 2.  | červen 2016   | Šarm aš-Šajch, Egypt | W10       | tvrdý  | Chiara Grimmová      | 6–4, 6–3      |
| 3.  | červen 2016   | Šarm aš-Šajch, Egypt | W10       | tvrdý  | Čchiang-čchien Čao   | 6–1, 6–2      |
| 4.  | červen 2016   | Šarm aš-Šajch, Egypt | W10       | tvrdý  | Ana Savićová         | 7–5, 6–4      |
| 5.  | červenec 2016 | Târgu Jiu, Rumunsko  | W10       | antuka | Gabriela Talabăová   | 7–6(7–5), 6–3 |
| 6.  | srpen 2016    | Târgu Jiu, Rumunsko  | W10       | antuka | Anastasia Vdovencová | 7–5, 6–3      |
| 7.  | září 2017     | Mamaia, Rumunsko     | W25       | antuka | Cristina Dinuová     | 6–2, 2–6, 6–3 |
| 8.  | listopad 2017 | Puné, Indie          | W25       | tvrdý  | Karman Thandiová     | 6–3, 1–6, 6–0 |
| 9.  | duben 2019    | Tunis, Tunisko       | W25       | antuka | Daniela Seguelová    | 6–4, 6–0      |
| 10. | únor 2020     | Trnava, Slovensko    | W25       | tvrdý  | Sofja Lansereová     | 6–1, 4–2skreč |
| 11. | září 2022     | Le Neubourg, Francie | W80       | tvrdý  | Magali Kempenová     | 6–4, 6-4      |
| 12. | březen 2023   | Trnava, Slovensko    | W60       | tvrdý  | Océane Dodinová      | 7–6, 7–6      |
| 13. | březen 2023   | Palmanova, Španělsko | W25       | antuka | Iryna Šymanovičová   | 6–4, 6–0      |
| 14. | květen 2023   | Záhřeb, Chorvatsko   | W60       | tvrdý  | Ella Seidelová       | 6–1, 3–6, 7–6 |

### Čtyřhra (10 titulů)
| Č.  | datum         | turnaj                       |     | povrch    | spoluhráčka              | poražené finalistky                               | výsledek                   |
| --- | ------------- | ---------------------------- | --- | --------- | ------------------------ | ------------------------------------------------- | -------------------------- |
| 1.  | červen 2013   | Bals, Rumunsko               | W10 | antuka    | Raluca Elena Platonová   | Oana Georgeta Simionová Gabriela Leeová           | 7–6(7–4), 6–4              |
| 2.  | srpen 2015    | Arad, Rumunsko               | W10 | antuka    | Elena-Gabriela Ruseová   | Andreea Ghițescuová Katarína Strešnáková          | 6–3, 6–4                   |
| 3.  | listopad 2015 | Pereira, Kolumbie            | W10 | antuka    | Laura Pigossiová         | María Herazo Gonzálezová Daniella Roldanová       | 7–5, 6–3                   |
| 4.  | leden 2016    | Fort de France, Francie      | W10 | tvrdý     | Gaia Sanesiová           | Emina Bektasová Zoë Gwen Scandalisová             | 7–6(7–5), 7–6(7–5)         |
| 5.  | srpen 2016    | Târgu Jiu, Rumunsko          | W10 | antuka    | Despina Papamichailová   | Julieta Lara Estableová Daniela Farfanová         | 6–7(5–7), 6–0, [10–5]      |
| 6.  | říjen 2016    | Šarm aš-Šajch, Egypt         | W10 | tvrdý     | Jacqueline Cabaj Awadová | Aljona Fominová Anna Morginová                    | 6–3, 7–5                   |
| 7.  | září 2017     | Sofie, Bulharsko             | W25 | antuka    | Anastasija Komardinová   | Valentini Grammatikopoulou Elena-Gabriela Ruseová | 6–3, 6–0                   |
| 8.  | listopad 2017 | Puné, Indie                  | W25 | tvrdý     | Tereza Mihalíková        | Lee Pei-chi Jana Sizikovová                       | 4–6, 6–3, [10–7]           |
| 9.  | leden 2020    | Andrézieux-Bouthéon, Francie | W60 | tvrdý (h) | Elena-Gabriela Ruseová   | Raluca Șerbanová Jekatěrine Gorgodzeová           | 7–6(8–6), 6–7(4–7), [10–8] |
| 10. | říjen 2020    | Istanbul, Turecko            | W25 | tvrdý (h) | Elena-Gabriela Ruseová   | Maia Lumsdenová Melis Sezerová                    | 6–3, 6–4                   |